# Erice rosso
L’Erice rosso è un vino DOC prodotto nell'area collinare circostante il territorio dell'agro ericino, i cui vigneti sono situati tra i 200 e i 650 metri d'altitudine, in parte dei comuni di Buseto Palizzolo, Erice, Valderice, Custonaci, Castellammare del Golfo, Trapani.
Tutti in provincia di Trapani.

## Vitigni con cui è consentito produrlo
- Calabrese o Nero d'Avola minimo 60%
- altri vitigni a bacca rossa, idonei alla coltivazione della Regione Siciliana, fino ad un massimo del 40%.[1]

Calabrese e Nero d'Avola sono sinonimi.

## Caratteristiche organolettiche
- colore: rosso rubino intenso;
- profumo: caratteristico;
- sapore: asciutto, moderatamente tannico;

## Produzione
Provincia, stagione, volume in ettolitri
- nessun dato disponibile